# Sieneke
Sieneke Ashley Kristel Baum-Peeters (Nimega, 1 de abril de 1992) é uma cantora holandesa. Ela cantou a entrada holandesa na semifinal do Festival Eurovisão da Canção 2010.
Sieneke lançou um álbum com seis covers de músicas da década de 1980, chamado It's my dream, em 2007. Além de sua carreira de cantora, ela é cabeleireira treinada.

## Eurovisão
Em 2010, Sieneke se apresentou no holandês Nationaal Songfestival 2010 para o Festival Eurovisão da Canção 2010, com todos os participantes tocando sua própria versão da música "Ik ben verliefd (Sha-la-lie)". O público holandês ficou surpreso que não houve votação do público para o Festival da Canção deste ano; em vez disso, o vencedor foi selecionado por três membros do júri. Sieneke venceu com dois pontos, com Pierre Kartner dando relutantemente o voto decisivo. Sieneke representou a Holanda no Festival Eurovisão da Canção 2010 em Oslo, Noruega, em 27 de maio, mas não se classificou para a final.